# Número de Damköhler
En ingeniería química, los Números de Damköhler (Da) son números adimensionales utilizados para relacionar la tasa de reacción (escala temporal de una reacción química) con la tasa de transporte del fenómeno que ocurren en un sistema.

## Etimología
El Número de Damköler se llaman así en honor al químico alemán Gerhard Damköhler (1908-1944).

## Descripción
Ya que la escala temporal de la reacción esta determinada por la tasa de reacción, la fórmula exacta para el Número de Damköhler varía de acuerdo con la tasa de la Ecuación Ley. Para una reacción química A → B se sigue la ley de potencias cinéticas de orden n.

### DaI(Convección)
En la forma más comúnmente utilizada, el Número de Damköhler I relaciona la escala temporal de reacción con la escala temporal de convección, flujo volumétrico, a través de procesos químicos del reactor para el continuo o reactor de semiflujo. El Número de Damköhler I para un sistema de flujo convectivo se define como:
{\displaystyle \mathrm {Da_{I}} ={\frac {\text{tasa de reacción}}{\text{tasa de transporte de masa convectivo}}}}
{\displaystyle \mathrm {Da_{I}} ={\frac {k\;C_{0}^{n}V}{C_{0}\;{\dot {V}}}}}
| Símbolo                       | Nombre                                       | Unidad | Fórmula                                     |
| ----------------------------- | -------------------------------------------- | ------ | ------------------------------------------- |
| {\displaystyle \mathrm {Da} } | Número de Damköhler                          |        |                                             |
| {\displaystyle k}             | Constante de tasa de reacción cinética       | s-1    |                                             |
| {\displaystyle C_{0}}         | Concentración inicial                        |        |                                             |
| {\displaystyle n}             | Orden de reacción                            |        |                                             |
| {\displaystyle \tau }         | Tiempo de residencia medio (Tiempo espacial) | s      | {\displaystyle \tau ={\frac {V}{\dot {V}}}} |
| {\displaystyle V}             | Volumen del reactor                          | m3     |                                             |
| {\displaystyle {\dot {V}}}    | Flujo volumétrico                            | m3 / s |                                             |

### DaII(Difusión)
En sistemas reactivos que incluyen interfase de transporte de masa, el Número de Damköhler II se define como:
{\displaystyle \mathrm {{Da}_{II}} ={\frac {\text{tasa de reacción}}{\text{tasa de transporte de masa difusivo}}}}
{\displaystyle \mathrm {{Da}_{II}} ={\frac {k\;C_{0}^{n}\;L^{2}}{C_{0}\;D}}}
| Símbolo                              | Nombre                                   | Unidad  | Fórmula                                     |
| ------------------------------------ | ---------------------------------------- | ------- | ------------------------------------------- |
| {\displaystyle \mathrm {{Da}_{II}} } | Número de Damköhler II                   |         |                                             |
| {\displaystyle k}                    | Constante de tasa de reacción cinética   | s-1     |                                             |
| {\displaystyle C_{0}}                | Concentración inicial                    |         |                                             |
| {\displaystyle n}                    | Orden de reacción                        |         |                                             |
| {\displaystyle k_{g}}                | Coeficiente global de transporte de masa | m-2 s-1 | {\displaystyle k_{g}\;a={\frac {D}{L^{2}}}} |
| {\displaystyle a}                    | Área interfacial                         | m2      |                                             |
| {\displaystyle D}                    | Coeficiente de difusión                  | m2 / s  |                                             |
| {\displaystyle L}                    | Longitud característica                  | m       |                                             |

### DaIII(Transferencia de calor por Convección)
El Número de Damköhler III es similar al Número de Damköhler I, aplicado a transferencia de calor, se define como:
{\displaystyle \mathrm {{Da}_{III}} ={\frac {\text{flujo de calor liberado por la reacción}}{\text{flujo de calor evacuado a través de un flujo convectivo}}}}
| Símbolo                               | Nombre                                              | Unidad     |
| ------------------------------------- | --------------------------------------------------- | ---------- |
| {\displaystyle \mathrm {{Da}_{III}} } | Número de Damköhler III                             |            |
| {\displaystyle k}                     | Constante de tasa de reacción cinética              | m-3 s-1    |
| {\displaystyle C_{0}}                 | Concentración inicial                               |            |
| {\displaystyle n}                     | Orden de reacción                                   |            |
| {\displaystyle (-\Delta _{r}H)}       | Entalpía de reacción                                | J          |
| {\displaystyle L}                     | Longitud característica                             | m          |
| {\displaystyle \rho }                 | Densidad                                            | kg / m3    |
| {\displaystyle u}                     | Velocidad                                           | m / s      |
| {\displaystyle c_{p}}                 | Capacidad calorífica específica a presión constante | J / (kg K) |
| {\displaystyle T_{0}}                 | Temperatura                                         | K          |

### DaIV(Transferencia de calor por Conducción)
El Número de Damköhler IV es la contraparte del Número de Damköhler II, aplicado a transferencia térmica, se define como:
{\displaystyle \mathrm {{Da}_{III}} ={\frac {\text{flujo de calor liberado por la reacción}}{\text{flujo de calor evacuado por conducción}}}}
| Símbolo                              | Nombre                                 | Unidad    |
| ------------------------------------ | -------------------------------------- | --------- |
| {\displaystyle \mathrm {{Da}_{IV}} } | Número de Damköhler IV                 |           |
| {\displaystyle k}                    | Constante de tasa de reacción cinética | m-3 s-1   |
| {\displaystyle C_{0}}                | Concentración inicial                  |           |
| {\displaystyle n}                    | Orden de reacción                      |           |
| {\displaystyle (-\Delta _{r}H)}      | Entalpía de reacción                   | J         |
| {\displaystyle L}                    | Longitud característica                | m         |
| {\displaystyle \lambda }             | Conductividad térmica                  | W / (m K) |
| {\displaystyle T_{0}}                | Temperatura                            | K         |

### Número de Damköhler en combustión
{\displaystyle \mathrm {Da} ={\frac {\text{escala temporal de flujo}}{\text{escala temporal química}}}}
El número de Damköhler se utiliza en combustión turbulenta y corresponde a la relación entre la escala de tiempo de la reacción química {\displaystyle \tau _{c}} y la escala de tiempo de la turbulencia {\displaystyle \tau _{t}}. Esta escala de tiempo turbulenta es normalmente una escala de tiempo integral.
| Símbolo                       | Nombre                        | Unidad |
| ----------------------------- | ----------------------------- | ------ |
| {\displaystyle \mathrm {Da} } | Número de Damköhler           |        |
| {\displaystyle \tau _{t}}     | Tiempo de la reacción química | s      |
| {\displaystyle \tau _{c}}     | Tiempo de la turbulencia      | s      |

El número de Damköhler mide cuán importante es la interacción entre la reacción química y la turbulencia. Si Da << 1 la turbulencia es mucho más rápida que la reacción química.
El número de Karlovitz está relacionado al número de Damköhler, cuando la escala de turbulencia es la escala de Kolmogórov.
El Número de Karlovitz (Ka) está relacionado con el Número de Damköhler por Da = 1/Ka.
- Datos: Q115767